# Loomis, Kalifornien
Loomis är en stad (town) i Placer County, i delstaten Kalifornien, USA. Enligt United States Census Bureau har staden en folkmängd på 6 593 invånare (2011) och en landarea på 18,8 km².